# 家有喜旺
《家有喜旺》（Raising Hope），是美国一齣情景喜剧（Sitcom），由格里高利·托馬斯·加西亞（Gregory Thomas Garcia）創作，於2010年9月21日在FOX首播。《家有喜旺》的檔期設於美国东部时间星期二晚上九点。在2011年1月10日，FOX预订了《家有喜旺》的第二季，並於同年9月21日首播第二個季度，改於九點半檔期。
此劇嬴得了幾個獎項的提名，例如是主角之一的瑪莎·普林頓（Martha Plimpton）在2011年獲提名第63屆黃金時段艾美獎的喜劇類最佳女主角，並於同年嬴走了金衛星獎（Satellite Awards）的喜劇類最佳女主角，而客串演出的克勞斯·利特曼（Cloris Leachman）亦獲提名為艾美獎（Emmy Award）的喜劇類最佳女客串演員。
由於除了台灣與亞洲的STAR World有進口這部劇集外（譯名為《凸槌奶爸》），其他華人電視台都沒有引進此劇，因此譯名主要來自網上，常見的名字有《家有喜旺》、《半路奶爸》、《孕育希望》等。

## 故事大綱
这个故事起源于一个本身自家已经困难重重的家，一次主角吉米·齊斯（Jimmy Chance）开车出去買冰淇淋，回途中救了正在被一個男人追趕的女生 露西（Lucy），並與她發生了一夜情。后来看新闻才知道原来露西是连环杀人犯，吉米的妈妈用电视机砸昏了露西，把露西送去了監獄。吉米之後去探訪她，得知她即將被判处死刑外，還帶留給他一個7個月大的女嬰，當吉米回顧自己那不太正常的成長經歷後，他決定要讓他的女兒擁有比他自己小時候還要正常的養育方式...
而這個貧窮家庭中，卻有很多好笑奇特的生活之道，正是本片的趣味所在~

## 演員及角色
- 盧卡斯·尼夫（Lucas Neff） 飾 詹姆斯·齊斯（James Chance）
  - 暱稱為「吉米」（Jimmy）。他是希望的爸爸，也是一個二十三歲的年輕人，但他完全不知道如何養大一個孩子。青春期的他曾經十分反叛，以哥德式風格打扮，後來改過。他亦是《魔戒》的書迷，最喜歡扮演裡面的咕嚕（Gollum），不過經常因此惹來家人的反感。崔西·加西亞（Trace Garcia）、梅森·庫克（Mason Cook）和格雷森·齊斯（Greyson Chance）都各自演過不同年齡（三歲、八歲和十三歲）的吉米。
- 瑪莎·普林頓（Martha Plimpton） 飾 維珍尼亞·齊斯（Virginia Chance）
  - 她是希望的祖母，也是吉米的母親和伯特的妻子。她十五歲時懷上了吉米，更在舞會之夜生下了他。她的母親在她兩歲時就拋棄了她，把她留給祖母「嬤嬤」（Maw Maw）養大。「嬤嬤」告訴她她的母親因為失足而頭撞到了草坪上的裝飾品死去。維珍尼亞是一個清潔女傭。凱莉·克耶（Kelly Heyer）飾演年輕時的維珍尼亞。
- 加納特·迪拉胡特（Garret Dillahunt） 飾 伯特·齊斯（Burt Chance）
  - 希望的祖父，也是吉米的父親和維珍尼亞的丈夫。他十七歲時與維珍尼亞生下了吉米。他有一盤草坪和泳池清潔的生意。卡梅隆·毛利尼（Cameron Moulene）飾演年輕時的伯特。
- 香農·伍德沃德（Shannon Woodward） 飾 莎賓娜·科林斯（Sabrina Collins）
  - 她來自一個富裕家庭，但卻在齊斯家附近的一所雜貨市場工作。她的大部份時間都用在塗鴉哈密瓜和將穀物盒及湯罐頭亂放。吉米對她有好感，不過她在紐約市有個攻讀金融的男友。
- 貝莉與雷莉·克格特（Baylie and Rylie Cregut） 飾 希望·齊斯（Hope Chance）
  - 吉米與露西的女兒。原名比昂絲·卡萊爾公主（Princess Beyonce Carlyle）。
- 格雷格·平克利（Gregg Binkley） 飾 巴尼·曉斯（Barney Hughes）
  - 吉米與薩賓娜工作的店鋪經理。以前是一個超重人士，不過之後做了一次胃繞道手術。他收藏了很多玩偶在家。在第一季他是常设角色，而第二季就升為主角之一。
- 克勞斯·利特曼（Cloris Leachman） 飾 芭芭拉·裘·湯普森（Barbara June Thompson）
  - 暱稱為「嬤嬤」（Maw Maw）。維珍尼亞的84歲祖母，也是吉米的曾祖母和希望的曾曾祖母。她很情緒化，一時可以十分有用，一時會惱怒全家人都住在她的家裡。她在第一季是常设角色，而第二季就升為主角之一。

## 發展及製作
2009年6月，FOX宣佈與《家有喜旺》的創作人達成共識，訂製此劇的首播集。米高爾·費斯高（Michael Fresco）簽約於2009年9月同意執導首播集。
11月時此劇的選角程序開始，瑪莎·普林頓與盧卡斯·尼夫是第一批被選中的演員。 奧蕾絲雅·盧琳（Olesya Rulin）最初加入了劇組，飾演薩賓娜一角。最後在11月末時加納特·迪拉胡特亦加入了劇組，飾演吉米的父親。
2009年12月早期，凱特·米庫奇（Kate Micucci）加入劇組，扮演吉米的表親。同月首播集亦開始投入拍攝，選了畢尤·菲利斯（Bijou Phillips）擔任希望的母親，露西。翌年春天時有報導指克勞斯·利特曼（Cloris Leachman）會飾演吉米的曾祖母。至3月時，FOX決定重新選過兩個角色，以香農·伍德沃德取代了奧蕾絲雅·盧琳飾演薩賓娜，並以斯卡勒·史東（Skyler Stone）成為吉米的表親，米克·齊斯（Mike Chance），而米庫奇的角色就改為薩賓娜的表親，謝莉（Shelly）。
FOX在2010年5月中FOX對《家有喜旺》的首播集開綠燈。同月17日，FOX宣佈將《家有喜旺》加入2010-2011年度秋季電視季的檔期之中。同年10月6日，FOX加訂九集，讓第一季的《家有喜旺》延長至22集，是2010-2011年度首部獲得全季預訂的劇集。2011年1月10日，FOX預訂了《家有喜旺》的第二個季度。

## 迴響

### 評論家反應
評論家都一致對《家有喜旺》抱持正面的評價。第一季度的《家有喜旺》在Metacritic上面的評分極高達75分，達到「大致正面評論」（"generally favorable reviews"）的水平。網站上亦顯示出有78%的用戶都對第一季度給予了正面評價。
《人物》週刊（People Weekly）的影評人稱讚第一季是當年度最佳的新情景喜劇，將它比喻為FOX的情景喜劇《左右做人難》（Malcolm in the Middle）一樣。《洛杉磯時報》（Los Angeles Times）的評論家則對此劇不冷不熱，表示「《家有喜旺》雖然很幽默、溫馨，可惜就簡中有點過火」。其他評論家的攻擊更加嚴苛，例如像《時代》（TIME）雜誌的影評人雖讚賞演員表現，但抨擊這部劇集的對白有侮辱之嫌。不過整體來說，直到《家有喜旺》首季結束時大多數評價都是正面，許多讚賞都是褒獎普林頓與迪拉胡特的表現。
在2011年9月20日《家有喜旺》的第二季度開始播放，因為新劇《房客小妹》（New Girl）的關係而檔期推後了半個小時，改到九時半。第二季獲得的評價還是與首季一樣，多為正面評論。電視指南（TV Guide）的評論人更表揚此劇，封它為「任何熱愛重溫經典情景喜劇的人的良藥」（"A treat for anyone who loves a good call-back to classic sitcoms"）。至2011年10月為止，Metacritic上的用戶給予第二季7.9分的評價，達到了「大致正面評論」的水平。

### 獎項與提名
下列為《家有喜旺》所獲之提名，得獎地方會以粗體顯示。

#### 2010年
- 2010年金衛星獎：最佳音樂或喜劇類劇集（提名）。

#### 2011年
- 第37屆全美民選獎：最受喜愛的新喜劇（提名）。
- 第1屆評論家選擇獎：最佳喜劇類女主角 － 瑪莎·普林頓（提名）。
- 第27屆電視評論家協會獎：最佳喜劇成就（提名）。
- 第63屆黃金時段艾美獎：
  - 喜劇類最佳女主角 － 瑪莎·普林頓（"Say Cheese"，提名）。
  - 喜劇類最佳女客串演員 － 克勞斯·利德曼（"Don't Vote for This Episode"，提名）。
- 2011年金衛星獎：音樂或喜劇類最佳女主角 － 瑪莎·普林頓

### 收視率
| 季度 | 集數 | 檔期 （美國東岸時間） | 播放日期      | 播放日期      | 播放日期  | 排名   | 觀眾數目 （每百萬計） | 18-49歲尼爾森收視率排名 | 18-49歲收視率 | 電視網 |
| 季度 | 集數 | 檔期 （美國東岸時間） | 季度首播      | 季度結束      | 電視季度  | 排名   | 觀眾數目 （每百萬計） | 18-49歲尼爾森收視率排名 | 18-49歲收視率 | 電視網 |
| ---- | ---- | --------------------- | ------------- | ------------- | --------- | ------ | --------------------- | ----------------------- | ------------- | ------ |
| 1    | 22   | 星期二晚上九時        | 2010年9月21日 | 2011年5月17日 | 2010–2011 | #80    | 6.40                  | #50                     | 2.7/7         | FOX    |
| 2    | 22   | 星期二晚上9:30        | 2011年9月20日 | 2012年        | 2011–2012 | 未公佈 | 未公佈                | 未公佈                  | 未公佈        | FOX    |

## 資料來源
1. 1 2  Gorman, Bill. . TV By the Numbers. July 13, 2010  [July 13, 2010]. （原始内容存档于2012-01-31）.
2. 1 2  . The Futon Critic. May 17, 2010  [June 8, 2010]. （原始内容存档于2012-08-27）.
3. ↑  Nguyen, Hanh. . Zap2it. Tribune Media Services. May 17, 2010  [May 18, 2010]. （原始内容存档于2012-08-27）.
4. 1 2  Sullivan, Brian Ford. . The Futon Critic. January 10, 2011  [January 11, 2011]. （原始内容存档于2012-08-27）.
5. ↑  . The Futon Critic. June 30, 2009  [June 8, 2010].
6. ↑  Schneider, Michael. . Variety. October 19, 2009  [June 3, 2010]. （原始内容存档于2010-06-04）.
7. ↑  . The Futon Critic. September 21, 2009  [June 8, 2010].
8. 1 2 3  Andreeva, Nellie. . The Hollywood Reporter. November 11, 2009  [June 8, 2010]. （原始内容存档于2010-01-10）.
9. ↑  Nguyen, Hanh. . Zap2it. Tribune Media Services. November 12, 2009  [June 8, 2010]. （原始内容存档于2010-01-16）.
10. ↑  Andreeva, Nellie. . The Hollywood Reporter. November 29, 2009  [June 8, 2010]. （原始内容存档于2010-01-09）.
11. ↑  Andreeva, Nellie. . The Hollywood Reporter. January 5, 2010  [December 4, 2010]. （原始内容存档于2012-10-25）.
12. 1 2  Andreeva, Nellie. . The Hollywood Reporter. March 17, 2010  [December 4, 2010]. （原始内容存档于2012-11-02）.
13. ↑  Rice, Lynette. . Entertainment Weekly. February 19, 2010  [June 8, 2009]. （原始内容存档于2010-02-23）.
14. ↑  . The Futon Critic. March 11, 2010  [June 8, 2010].
15. ↑  Andreeva, Nellie. . The Hollywood Reporter. March 10, 2010  [December 4, 2010]. （原始内容存档于2011-12-27）.
16. ↑  . The Futon Critic. March 18, 2010  [June 8, 2010].
17. ↑  . The Futon Critic. May 12, 2010  [June 8, 2010].
18. ↑  Schneider, Michael. . Variety. May 13, 2010  [June 3, 2010]. （原始内容存档于2010-06-04）.
19. ↑  Porter, Rick. . Zap2it. Tribune Media Services. May 17, 2010  [June 8, 2009]. （原始内容存档于2010-05-20）.
20. ↑  . The Hollywood Reporter. October 6, 2010  [October 6, 2010]. （原始内容存档于2010-10-08）.
21. 1 2  .   [2012-01-16]. （原始内容存档于2012-01-28）.
22. ↑  原文為："Raising Hope is funny, sweet, occasionally provocative, and occasionally over-the-top in a regrettable way."
23. ↑  .   [2012-01-16]. （原始内容存档于2012-01-05）.
24. ↑  .   [2012-01-16]. （原始内容存档于2012-10-26）.
25. ↑  .   [2012-01-16]. （原始内容存档于2011-10-10）.

## 外部連結
- 官方网站
- 互联网电影数据库（IMDb）上《家有喜旺》的资料（英文）